# Psychedelikum
Als Psychedelika werden halluzinogen wirksame psychotrope Substanzen bezeichnet, die in höheren Dosierungen einen psychedelischen Rauschzustand (umgangssprachlich „Trip“) auslösen können. Bekannte und verbreitet genutzte Psychedelika sind LSD, mescalinhaltige Kakteen (Peyote, Echinopsis pachanoi usw.), psilocybinhaltige Pilze und Dimethyltryptamin-haltige Zubereitungen (Ayahuasca, Yopo usw.)
Auch wird Ketamin, obwohl primär ein Dissoziativum bei „nichtklassischer“ Rezeptorwirkung, aufgrund der subjektiven Effekte bei kompletter Dissoziation („K-Hole“) manchmal als Psychedelikum bezeichnet.
Ein physisches Abhängigkeitspotenzial ist nach heutigem Wissensstand für Halluzinogene nicht beschrieben.

## Rezeptorwirkung
Die Wirkung von Psychedelika wird primär durch Stimulation des 5-HT2A-Protomers im 5-HT2A-mGlu2-Rezeptorkomplex erreicht, weiterhin wird der 5HT2C-Rezeptor, bei einigen Substanzen auch der σ1-Rezeptor, stimuliert (siehe auch: funktionelle Selektivität bei Rezeptor-Oligomeren).

## Eigenheiten des psychedelischen Rauschzustands
Unter dem Einfluss psychedelischer Substanzen können sich Wahrnehmung und gedankliche Assoziation in allen Aspekten stark verändern, wobei das Bewusstsein, dass man sich in einem Rauschzustand befindet, normalerweise nicht verloren geht. Momentan bearbeitete, ebenso als Erinnerung oder Vorstellung gespeicherte wie auch archetypische Bewusstseinsinhalte können optisch oder akustisch manifest werden. Die nichtreale Natur dieser Illusionen und Pseudohalluzinationen wird immer erkannt. Die veränderte Assoziation kann in überraschenden Wendungen des Wahrgenommenen und des Rausches an sich resultieren und als einsichtsreich empfundene innere Erlebnisse hervorrufen, bis hin zu lebensverändernden spirituellen Erfahrungen. Daher werden Psychedelika für gewöhnlich den Entheogenen zugeordnet.
Eine phänomenologische Beschreibung des Rausches an sich ist nicht möglich; letztlich ist ein psychedelischer Rausch stets eine höchst subjektive, sprachlich nur oberflächlich vermittelbare Erfahrung und auch die neurochemischen Grundlagen sind nur teilweise erforscht. Eine zentrale Komponente besteht in der visionären Umstrukturierung, der Veränderung des Denkens und Assoziierens hin zum Vorverbalen, verbunden mit der Manifestation des Unbewussten in allen Aspekten der Wahrnehmung. Eine wichtige Rolle spielt hierbei die Störung der Normalfunktion bestimmter vom Serotoninsystem kontrollierter Regelschleifen, wodurch die Filterfunktion des Thalamus wegfällt und es darüber hinaus zu einer Überflutung des Stirnhirns mit neuroexzitatorischem Glutamat kommt. Ein weiterer grundlegender Aspekt eines Rausches ist die (euphorische oder angstvolle) Ich-Auflösung beziehungsweise ozeanische Selbstentgrenzung, die Aufhebung der Grenzen zwischen Ich und Außenwelt. Durch die veränderte Freisetzung von Neurotransmittern kommt es hierbei zu einer Überaktivierung des Locus caeruleus im Mittelhirn. Die darauf folgende Ausschüttung von Noradrenalin im gesamten Gehirn bewirkt einen Zustand extremer Wachheit und geistiger Transzendenz.
Äußere Reize (z. B. Musik), aber auch Reize von innen, wie die eigenen Gedanken und Gefühle, können auf einem psychedelischen Rausch die verschiedensten Inhalte in der Wahrnehmung manifest werden lassen oder bereits Manifestiertes verändern, wobei die Inhalte bei intensiven Rauschzuständen zunehmend visuell in Erscheinung treten. Dieser Mechanismus macht den Rausch prinzipiell über lange Strecken steuerbar und ermöglicht die Arbeit mit dem Selbst, sofern die Aufmerksamkeit auf dieses gerichtet ist. Viele mögliche Wahrnehmungsveränderungen sind jedoch auch rein neurologischer Natur, etwa „Morphen“ (Sich-Verbiegen oder Zittern von Gegenständen) aufgrund gestörter Muster- und Kantenerkennung, abstrakte geometrische Effekte durch Interferenzen in der Sehbahn oder Veränderungen der Tonhöhe gehörter Musik. Auf besonders starken Räuschen kann es auch zu einer Überinterpretation von gesehenen Mustern kommen, wodurch nicht tatsächlich vorhandene Objekte wahrgenommen, jedoch als Illusionen erkannt werden.
Zusammenfassend lässt sich sagen, dass der psychedelische Drogenrausch einen Zustand vollständig erhaltenen Wachbewusstseins unter den Umständen einer gehirnweit umorganisierten, gelockerten Kognition darstellt. Der psychedelische Zustand wird auch innerhalb der Integrated Information Theory diskutiert.

## Psychedelische Substanzen
Zu den Psychedelika gehören:
- halluzinogene Tryptamine: z. B. Psilocybin, Dimethyltryptamin (DMT) (vorhanden in Ayahuasca), 5-MeO-DMT, α-MT, 4-HO-DIPT etc.
- halluzinogene Phenylethylamine: z. B. Mescalin, 2C-B, 2C-I, 25I-NBOMe, DOB, DOM, TMA, Bromo-DragonFLY etc.
- halluzinogene Lysergsäureamide: z. B. LSD und Analoga, LSH, Ergin (LSA) etc.
- in hoher Dosierung werden manchmal auch die Effekte verschiedener Dissoziativa den psychedelischen zugeordnet[18][19], obwohl keine 5HT2A-Rezeptorwirkung besteht: Ketamin, Methoxetamin (MXE), Dextromethorphan (DXM) und Salvinorin A.[1][20][21]

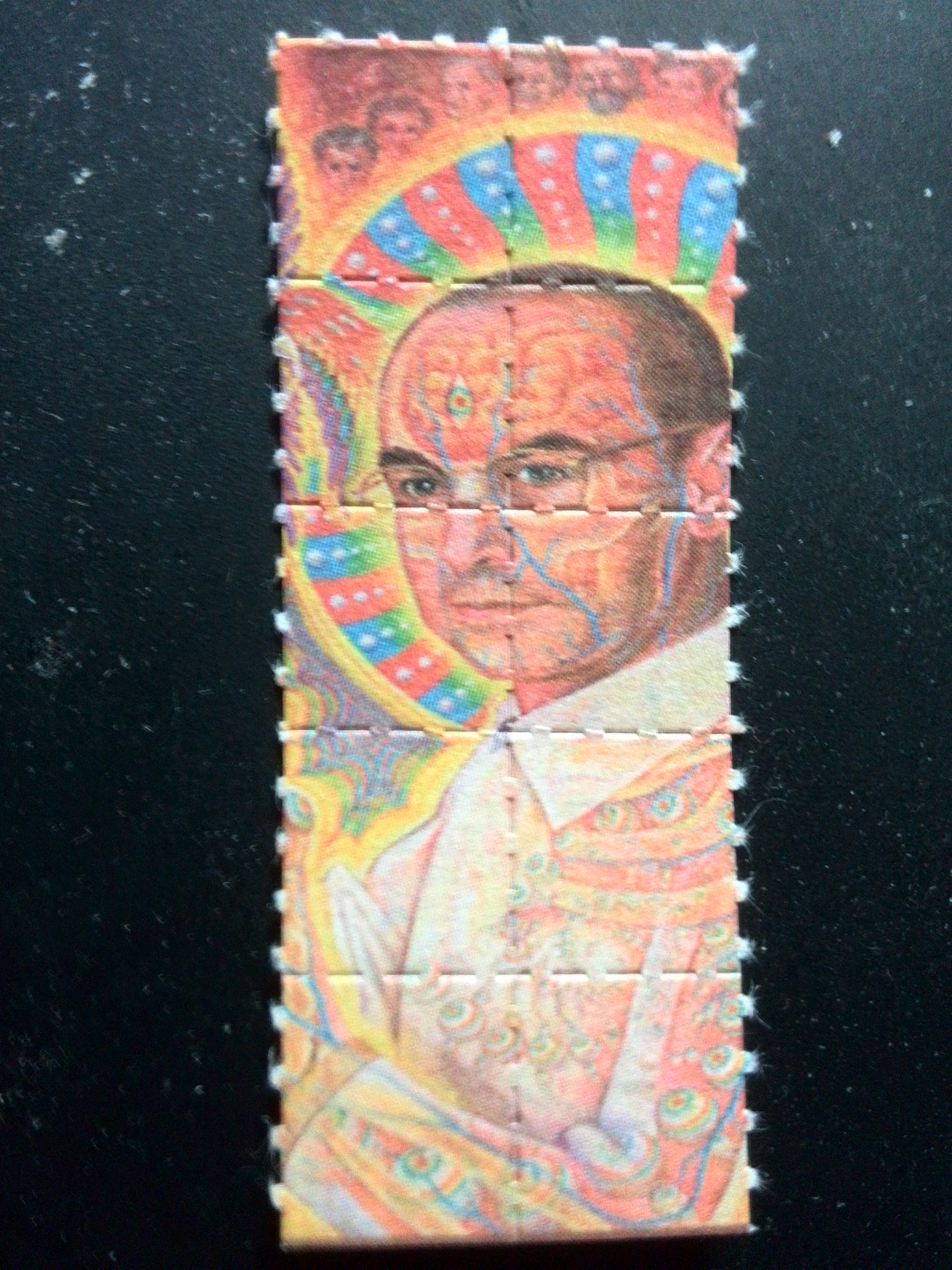
LSD-Blotter
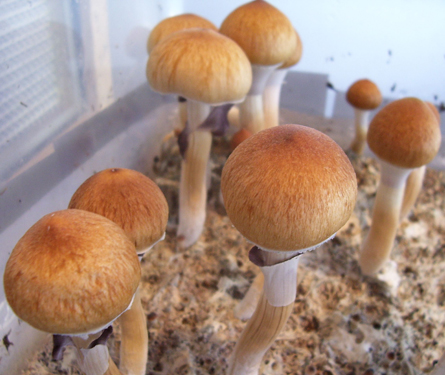
Psilocybinhaltige Pilze enthalten Psilocybin und Psilocin
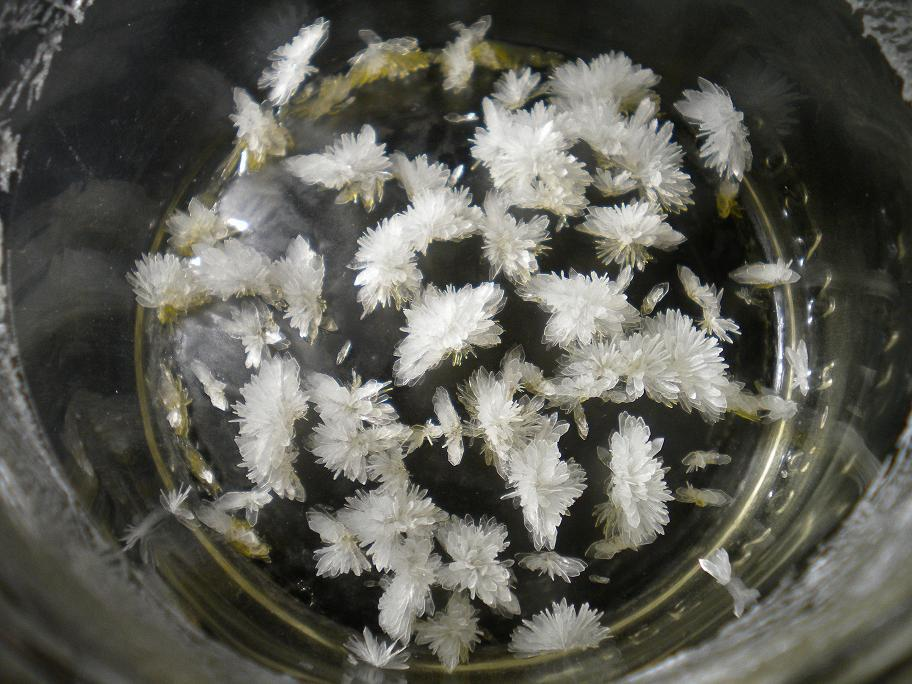
Dimethyltryptamin (DMT), ein körpereigenes Tryptamin-Alkaloid
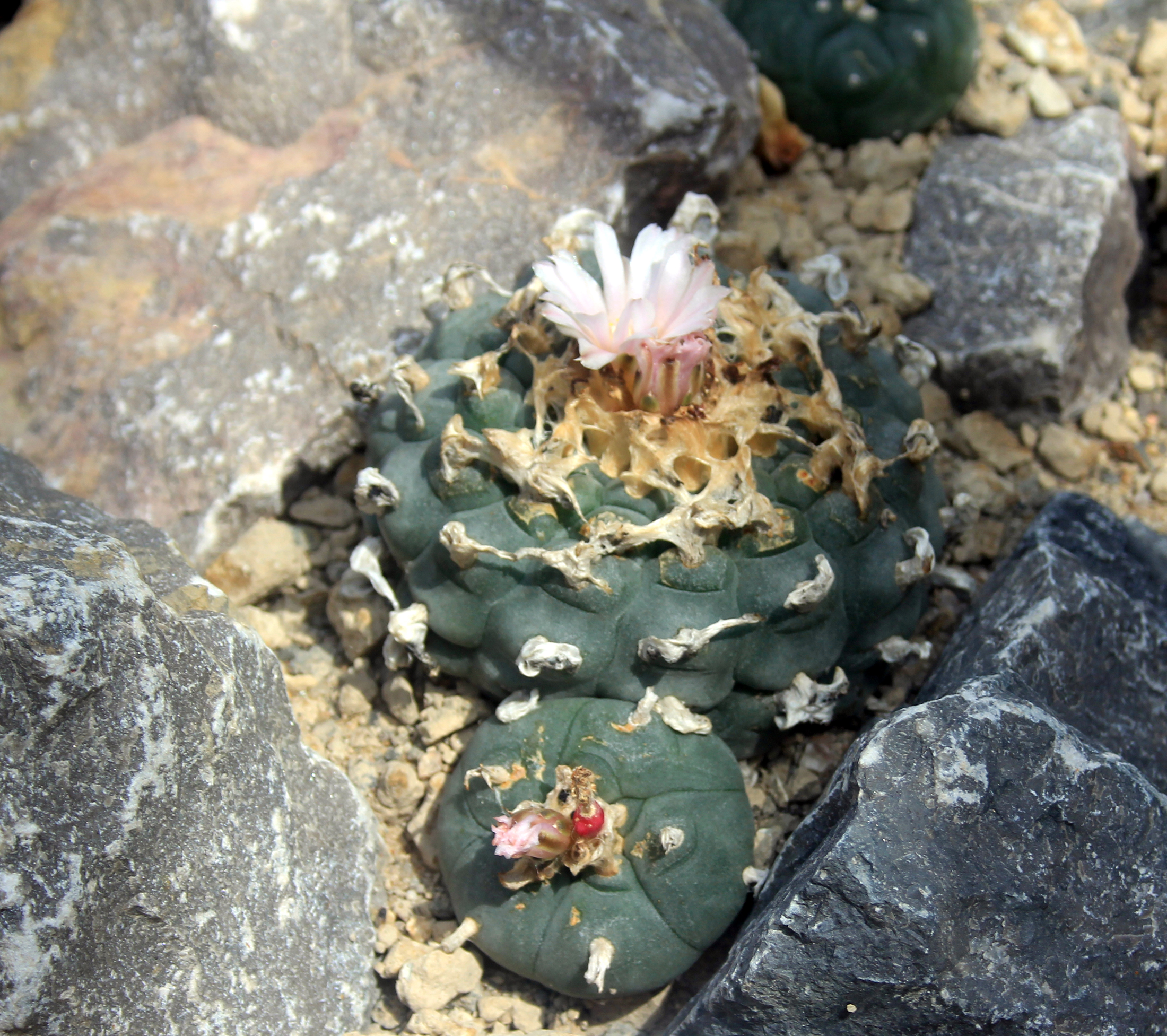
Mescalinhaltiger Kaktus (Peyote)
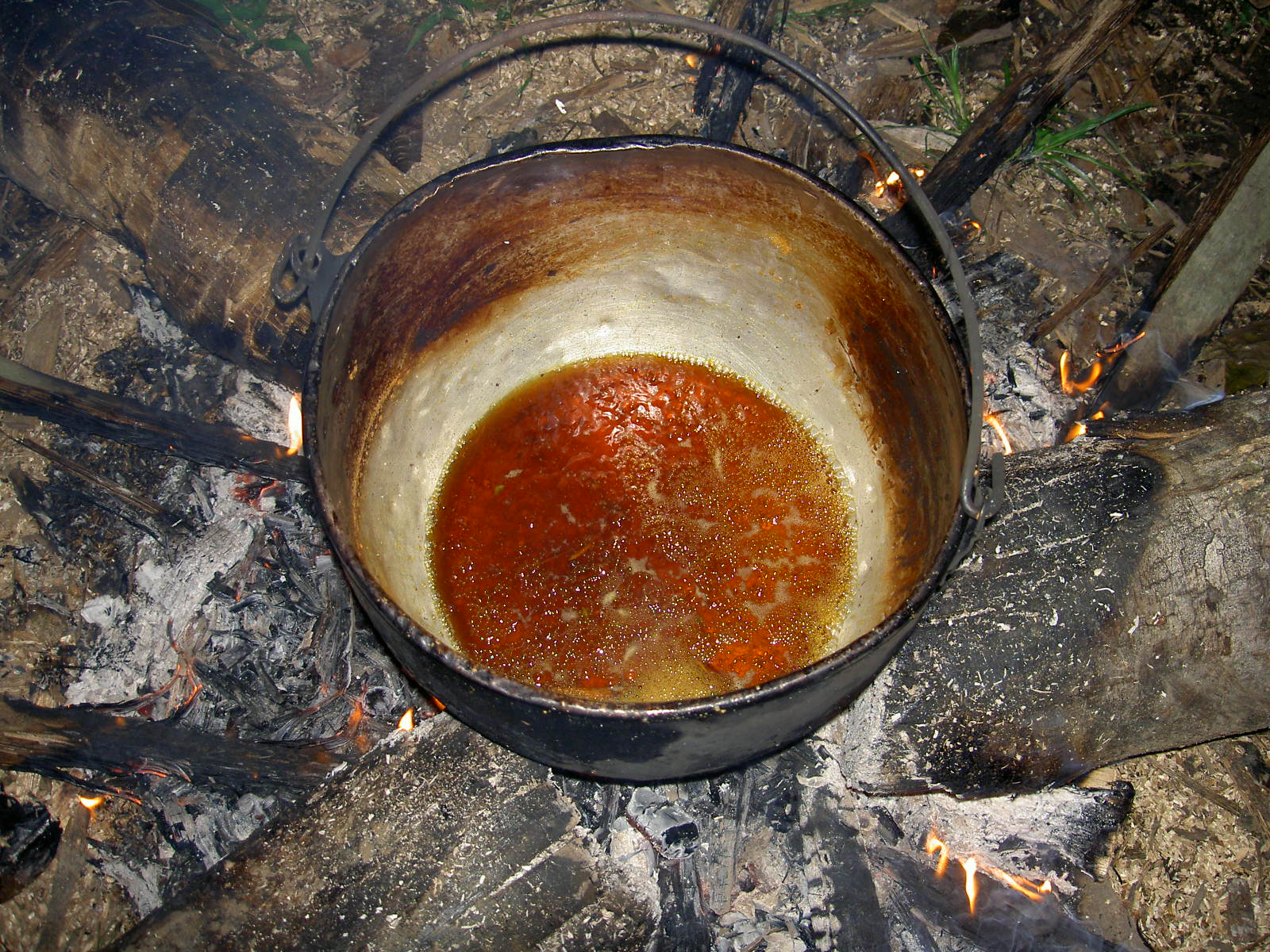
Ayahuasca-Zubereitung
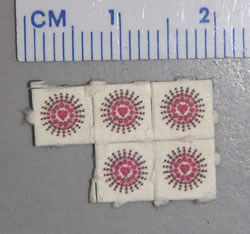
DOB-Blotter

## Gesundheit und psychedelische Substanzen

### Statistische Untersuchungen

Vergleich der Schadenspotenziale geläufiger psychotroper Substanzen und psychedelischer Substanzen in Großbritannien (nach David Nutt, 2010)

Vergleich von Abhängigkeitspotential und Verhältnis zwischen üblicher und tödlicher Dosis verschiedener psychoaktiver Substanzen und psychedelischer Substanzen nach R. S. Gable

In einer retrospektiven Querschnittsstudie (2013) von Patientenangaben in Fragebögen aus den Jahren 2001 bis 2004 wurde ein möglicher statistischer Zusammenhang zwischen ärztlicher Behandlung innerhalb des vergangenen Jahres wegen psychischer oder psychiatrischer Probleme und mindestens einmaliger Einnahme von einer der „klassischen“ psychedelischen Substanzen (LSD, Psilocybin, Mescalin/Peyote) während des gesamten Lebens untersucht. Die Unterlagen des National Survey of Drug Use and Health (NSDUH), durchgeführt vom Gesundheitsministerium der USA, lieferten die Daten von 130.152 solcher Patienten für diesen Zeitraum. Von diesen gaben 21.967 an, mindestens einmal in ihrem Leben eine der genannten Substanzen konsumiert zu haben. Ein statistisch signifikanter Zusammenhang zwischen den untersuchten Variablen wurde nicht gefunden. Die Autoren folgerten daraus, dass eine mindestens einmalige Einnahme von einer „klassischen“ psychedelischen Substanz während des gesamten Lebens kein unabhängiger Risikofaktor für psychische Probleme des vergangenen Jahres sei. Sie wiesen jedoch darauf hin, dass eine Studie dieser Art keine Hinweise auf mögliche ursächliche Zusammenhänge gebe.
In einer ähnlichen Analyse (2015) von Fragebögen aus der Normalbevölkerung der Jahre 2008 bis 2012 (ebenfalls von der NSDUH) wurde ein möglicher statistischer Zusammenhang zwischen dem Vorkommen eines psychischen Belastungszustands innerhalb des vergangenen Monats sowie dem Vorkommen von Suizidneigung innerhalb des vergangenen Jahres und einer mindestens einmaligen Einnahme einer „klassischen“ psychedelischen Substanz (LSD, Mescalin und Psilocybin) während des gesamten Lebens untersucht. Von den 191,382 Antwortbögen enthielten 27,235 die Angabe einer mindestens einmaligen Einnahme einer der Substanzen innerhalb des vergangenen Jahres. Dieser Personenkreis zeigte ein statistisch signifikant vermindertes Risiko für die genannte psychische Belastung und Suizidneigung. Die Autoren weisen jedoch darauf hin, dass bestimmte Persönlichkeitsmerkmale sowohl ein erhöhtes Interesse an den genannten Substanzen als auch eine verminderte Stress-Gefährdung bewirken könnten. Dass etwa die Einnahme der Substanzen einen allgemeinen gesundheitlichen Schutz bewirkt hätten, könne keinesfalls aus den Daten geschlossen werden. Weitere Untersuchungen, gerade auch bezüglich möglicher medizinischer Anwendungen, seien jedoch wünschenswert, so die Autoren:

“Growing evidence including the present research suggests that classic psychedelics may have the potential to alleviate human suffering associated with mental illness.”

„Eine zunehmende Anzahl von Belegen einschließlich der gegenwärtigen Forschung deutet darauf hin, dass klassische Psychedelika das Potenzial haben könnten, mit psychischer Erkrankung verbundenes menschliches Leid zu lindern.“

### Mögliche medizinische Anwendung
Beispiele für mögliche medizinische Anwendungen ist die Behandlung posttraumatischer Belastungsstörung und Angststörungen von Patienten im Endstadium tödlicher Erkrankungen. Weiterhin werden in neueren Studien die Wirksamkeit von psychedelischen Substanzen bei Depression und Abhängigkeitserkrankungen durch psychotrope Substanzen (Alkohol, Tabak, Kokain) untersucht.

### Mögliche Gefahren
Psychedelische Substanzen können unter ungünstigen Voraussetzungen vorübergehende Angstepisoden (Horrortrip) oder eine Psychose (substanzinduzierte Psychose) auslösen. Weitere psychische Störungen wie Missbrauch von Halluzinogenen und die fortbestehende Wahrnehmungsstörung nach Halluzinogengebrauch (HPPD) sind als Diagnosekategorie im DSM-IV aufgenommen.

### Microdosing
Das Niedrigdosieren von Psychedelika im Schwellenbereich unterhalb bzw. innerhalb der Effektivdosis wird Microdosing bzw. Minidosing genannt.